# Kuehneola uredinis
Kuehneola uredinis är en svampart som först beskrevs av Heinrich Friedrich Link, och fick sitt nu gällande namn av Joseph Charles Arthur 1906. Kuehneola uredinis ingår i släktet Kuehneola och familjen Phragmidiaceae.   Inga underarter finns listade i Catalogue of Life.